# Цинь Шаобо
Цинь Шаобо (кит. упр. 秦少波, пиньинь Qín Shǎobō; род. 1982, Гуанси, Китай) — американский актёр и акробат китайского происхождения.
Родился в Китае (Гуанси-Чжуанский автономный район) в 1982 году. Впервые в жизни увидел выступление акробатов в возрасте одиннадцати лет, именно тогда понял, что это именно то, чем стоит заниматься всю последующую жизнь. Но по иронии судьбы, когда родители зачислили юного Цинь Шаобо в акробатическую школу, он сбежал оттуда спустя два дня. После чего, потребовалось ещё три попытки, чтобы он нашёл в себе мужество в поступлении и провождении интенсивных тренировок. До тех пор, пока его не заметил менеджер из международной ассоциации пекинских акробатов, он обучался в лагере. В конечном итоге он переехал в США, в Лос-Анджелес, где и по сей день тренируется для международных туров компании.
Цинь Шаобо является членом международной известной группы пекинских акробатов. Свою дебютную роль сыграл в 2001 году, в роли Удивительного Йена в ремейке Одиннадцать друзей Оушена. Аналогичную роль он исполнил в сиквеле фильма Двенадцать друзей Оушена в 2004 году, а затем и в Тринадцать друзей Оушена в 2007 году. В 2018 году на экраны вышел фильм «Восемь подруг Оушена» в котором он снова исполнил роль Йена. На всех съёмках Цинь Шаобо показывал себя как исключительно талантливого акробата, а также человека с невероятной гибкостью.

## Фильмография
| Год  |   | Русское название          | Оригинальное название | Роль |
| ---- | - | ------------------------- | --------------------- | ---- |
| 2001 | ф | Одиннадцать друзей Оушена | Ocean's Eleven        | Йен  |
| 2004 | ф | Двенадцать друзей Оушена  | Ocean's Twelve        | Йен  |
| 2007 | ф | Тринадцать друзей Оушена  | Ocean's Thirteen      | Йен  |
| 2018 | ф | Восемь подруг Оушена      | Ocean's 8             | Йен  |